# Marabunta
Marabunta (Cheliomyrmex andicola) é uma formiga-correição que vive principalmente debaixo da terra nas selvas tropicais da América. São de cor avermelhada, tamanho médio.
Suas mandíbulas são em forma de garra e armadas com grandes espinhos, semelhantes a dentes, que permitem que elas se prendam às suas presas durante o ataque. Suas picadas são extremamente dolorosas, irritantes e paralisantes. A dor que provocam se assemelha com a da picada das "formigas de fogo".
São a única espécie que remove e consome carne de vertebrados, como lagartos, serpentes e pássaros, inclusive de animais de maior porte, bem como do homem.